# Zambia International 2014
Die Zambia International 2014 als offene internationale Meisterschaften von Sambia im Badminton fanden vom 27. bis zum 30. November 2014 in Lusaka statt.

## Sieger und Platzierte
| Disziplin    | Gold                                    | Silber                         | Bronze                                 |
| ------------ | --------------------------------------- | ------------------------------ | -------------------------------------- |
| Herreneinzel | Edwin Ekiring                           | Alen Roj                       | Rosario Maddaloni                      |
| Herreneinzel | Edwin Ekiring                           | Alen Roj                       | Prakash Vijayanath                     |
| Dameneinzel  | Kate Foo Kune                           | Grace Gabriel                  | Elme de Villiers                       |
| Dameneinzel  | Kate Foo Kune                           | Grace Gabriel                  | Doha Hany                              |
| Herrendoppel | Giovanni Greco Rosario Maddaloni        | Andries Malan Willem Viljoen   | Aatish Lubah Georges Paul              |
| Herrendoppel | Giovanni Greco Rosario Maddaloni        | Andries Malan Willem Viljoen   | Ngosa Chongo Chongo Mulenga            |
| Damendoppel  | Michelle Butler-Emmett Elme de Villiers | Kate Foo Kune Grace Gabriel    | Nadine Ashraf Menna Eltanany           |
| Damendoppel  | Michelle Butler-Emmett Elme de Villiers | Kate Foo Kune Grace Gabriel    | Shamim Bangi Ogar Siamupangila         |
| Mixed        | Georges Paul Kate Foo Kune              | Ali Ahmed El Khateeb Doha Hany | Cameron Coetzer Michelle Butler-Emmett |
| Mixed        | Georges Paul Kate Foo Kune              | Ali Ahmed El Khateeb Doha Hany | Ngosa Chongo Ogar Siamupangila         |